# Pierremande
Pierremande ist eine französische Gemeinde mit 249 Einwohnern (Stand: 1. Januar 2022) im Département Aisne in der Region Hauts-de-France (bis 2015: Picardie); sie gehört zum Arrondissement Laon und zum Kanton Vic-sur-Aisne. Die Einwohner werden Pierremandois und Pierremandoises genannt.

## Geografie
Die Gemeinde Pierremande liegt am Nordwestrand des Höhenzuges Chemin des Dames, etwa sechs Kilometer südöstlich von Chauny und 30 Kilometer westlich von Laon. Die Ailette begrenzt die Gemeinde im Südwesten. Nachbargemeinden von Pierremande sind Autreville und Sinceny im Norden, Folembray im Osten und Südosten, Champs im Süden, Saint-Paul-aux-Bois im Südwesten und Westen sowie Bichancourt im Westen und Nordwesten.

## Bevölkerungsentwicklung
| Jahr                       | 1962 | 1968 | 1975 | 1982 | 1990 | 1999 | 2006 | 2014 | 2022 |
| Einwohner                  | 237  | 274  | 270  | 278  | 261  | 260  | 271  | 274  | 249  |
| Quellen: Cassini und INSEE |      |      |      |      |      |      |      |      |      |

## Sehenswürdigkeiten
- Kirche Saint-Martin, nach dem Ersten Weltkrieg wieder aufgebaut

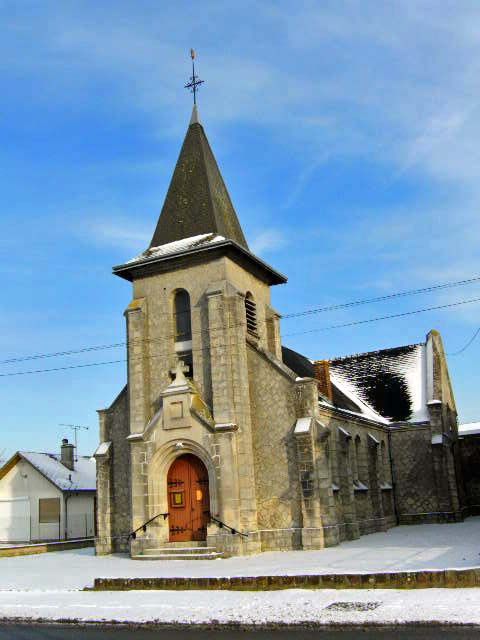
Neue Kirche Saint-Martin
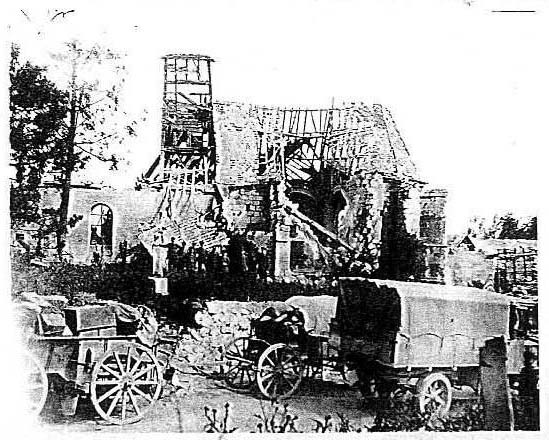
Zerstörte ehemalige Kirche
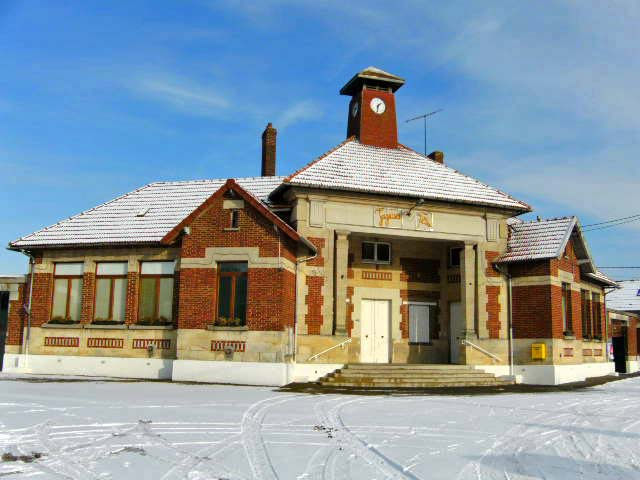
Mairie Pierremande